# Sorry We Missed You
Você não estava aqui (Sorry we missed you) é um filme britânico-franco-belga do gênero drama. Foi dirigido por Ken Loach e escrito por Paul Laverty.
O filme fez sua estréia em 23 de outubro de 2019, concorreu à Palma de Ouro, em Cannes, e ganhou o prêmio de melhor filme no Festival de San Sebastián (júri popular).

## Sinopse
A ação se passa em Newcastle, Inglaterra. O desempregado Ricky Turner (Kris Hitchen) aceita um posto de motorista-entregador em uma empresa de entregas de encomendas da chamada nova economia, sem quaisquer vínculo empregatício, direitos trabalhistas ou outras garantias. O foco é a exploração do trabalho pela nova economia e suas consequências para a sociabilidade humana.